# 双忠行祠
双忠行祠，位于中国广东省汕头市潮阳区文光街道兴归居委，现为潮阳区文物保护单位，类型为古建筑，公布时间为1997年4月9日。
双忠行祠的历史年代为明代。